# Sylvie Filloux
Pour les articles homonymes, voir Filloux.
Sylvie Filloux, née le 11 mai 1999 à Nice en France, est une actrice française.

## Biographie

### Carrière
Sylvie Filloux fait ses premiers pas d'actrice en 2011, l'année de ses douze ans. Elle apparaît dans le court métrage nommé Lilith, d'Hélène Noguera. Sept ans plus tard, Filloux fait ses débuts sur le petit écran dans la série Demain nous appartient, interprétant le rôle de Judith, de janvier 2018 à octobre 2018. Elle quitte le tournage de la série afin de se concentrer sur ses études à Sciences Po dont la troisième année se déroule à l'université de Californie à San Diego, aux États-Unis. La raison de son départ est la même que celle de son personnage,.
Après l'obtention de son diplôme en 2019, Filloux rejoint le casting de la nouvelle série policière de France 2, Astrid et Raphaëlle, qui paraît en mars 2020. Elle prend les traits d'Astrid Nielsen durant son adolescence, l'une des deux héroïnes de la série qui est autiste. Au mois d'octobre, Filloux apparaît dans un épisode d'Alice Nevers, le juge est une femme.
À l'été 2020, Filloux tourne dans son premier long métrage, un film indépendant de Vincent Orst intitulé Tant pis pour le Sud.
En novembre 2021, elle apparaît dans le clip de la chanson TikTok Girl de Mcfly et Carlito où elle interprète le rôle principal d'une jeune fille voulant devenir célèbre sur le réseau social TikTok. Ce titre est sujet à polémique, certaines critiques reprochant au duo d'être sexiste et moralisateur.

## Filmographie

### Cinéma
- 2021 : Tant pis pour le Sud de Vincent Orst
- 2023 : Mirari de Jérémie Brunel : touriste

### Télévision

#### Séries
- 2018 : Demain nous appartient : Judith Delcourt-Bertrand (107 épisodes)
- 2020- : Astrid et Raphaëlle : Astrid Nielsen, adolescente (10 épisodes)
- 2020 : Alice Nevers, le juge est une femme : Cléo Manella (saison 18, épisode La Rançon)
- 2021-2022 : Le Remplaçant : Elsa (10 épisodes)

#### Publicités
- 2024 : KFC
- 2025 : Krys

### Courts métrages
- 2011 : Lilith d'Hélène Noguera : Lucile
- 2021 : Feeling de Romain Argento et Jérémy Chieusse : Lou
- 2024 : Funérailles dansantes de Louis Do Xuan

### Clip
- 2021 : Tiktok Girl de McFly et Carlito : Sophie
- 2022 : La Valse d'Adrian Strom
- 2022 : Avec toi de Marius

### Musique
- 2023 : J'aimerais voir le monde de Matt Matteo : Sylvie Filloux est en duo sur le troisième single du premier EP Papier froissé[7],[8]

## Théâtre
- 2022 : Kean, une vie au théâtre, adaptation de la pièce Kean d'Alexandre Dumas et de son adaptation par Jean-Paul Sartre, mise en scène d'Antonio Labati au théâtre Pixel à Paris[9],[10] : Anna Damby
- 2023 : The Mascots, pièce originale en anglais d'Amaan Ahmad, mise en scène d'Amaan Ahmad à la Warehouse Four à Dubaï[11] : Absurdity